# Peg o' My Heart (pel·lícula de 1922)

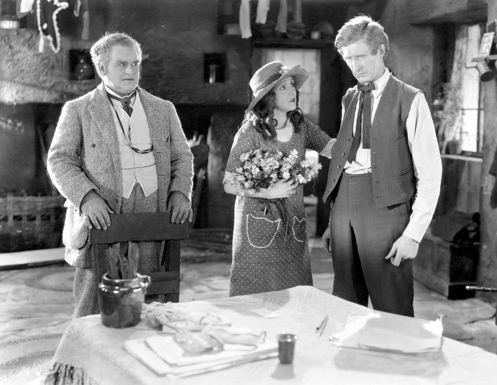
Lionel Belmore, Laurette Taylor i Russell Simpson a Peg o' My Heart.

Peg o' My Heart és una pel·lícula muda dramàtica estatunidenca del 1922 dirigida per King Vidor i protagonitzada per Laurette Taylor. Es basa en l'obra de teatre de 1912 escrita pel marit de Taylor, J. Hartley Manners. L'obra era protagonitzada per Laurette Taylor i va tenir un nombre rècord d'actuacions a Broadway.
Sis rodets dels vuit originals sobreviuen a la Biblioteca del Congrés dels Estats Units.

## Proposta pel·lícula de Paramount
El 1919 Famous Players-Lasky va filmar una versió de l'obra i la va protagonitzar la nouvinguda Wanda Hawley. Tanmateix, a causa de problemes legals amb Laurette Taylor i el seu marit J. Hartley Manners, finalment es va decidir en el cas de la Cort Suprema dels Estats Units Manners v. Morosco—la pel·lícula no es va estrenar mai.

## Trama
Tal com es descriu en una publicació cinematogràfica, Margaret "Peg" O'Connell (Taylor), segons el testament del seu oncle, s'educarà a Anglaterra sota la supervisió de la seva tia, la Sra. Chichester (Lewis). A la seva arribada d'Irlanda, la família Chichester la menysprea per la seva falta de cultura, i promet que no es convertirà mai en dama. Coneix en Jerry, un jove d'una finca veïna, que es converteix en el seu amic. Aleshores descobreix que ell és Sir Gerald Adair (Hamilton) i es rebel·la davant l'engany que ha estat fent. També descobreix que l'única raó per la qual la seva tia la manté és per la compensació del testament. La Peg marxa per tornar a casa, però descobreix que està enamorada de Gerald. Gerald la segueix i li proposa matrimoni.

## Repartiment
- Laurette Taylor com Margaret O'Connell
- Mahlon Hamilton com Sir Gerald Adair
- Russell Simpson com a Jim O'Connell
- Ethel Grey Terry com Ethel Chichester
- Nigel Barrie com a Charistian Brent
- Lionel Belmore com a Hawks
- Vera Lewis com a Sra. Chichester
- Fred Huntley com a Jarvis, el majordom (com a Fred Huntley)

## Producció
Després que el seu estudi de curta durada "Vidor Village" tanqués, King Vidor va abandonar la realització de cinema independent i va buscar treballar amb els estudis de cinema dominants.
El productor Louis B. Mayer, que aviat formaria Metro-Goldwyn-Mayer li va oferir la tasca d'adaptar la versió escènica de la producció escènica Peg o' My Heart al cinema. Aquesta seria la primera de les tres obres que Vidor faria per a Mayer.
L'enorme popular a Broadway de l'actriu Laurette Taylor que va retratar a la "indòmita" Peg O'Connell, una noia òrfena irlandesa de 18 anys, va ser seleccionada per protagonitzar la producció cinematogràfica i, a l'edat de trenta-vuit anys (nascuda el 1884) presentava certs reptes tècnics.
La pel·lícula relativament insensible de principis dels anys 20 requeria una il·luminació àmplia per gravar imatges i tendia a revelar l'edat cronològica d'un actor. Donades aquestes limitacions, Vidor va improvisar amb una lent modificada i va aconseguir crear una aparença de pantalla prou juvenil per a Taylor. Vidor, però, no va ser capaç de suprimir els gestos escènics que Taylor havia interioritzat durant la seva llarga carrera a Broadway.
Taylor estava encantada amb el maneig de la imatge per part de Vidor i sovint va projectar Peg o' My Heart a les reunions socials, cosa que va fer que l'actriu convidada Ethel Barrymore advertís a Taylor que deixaria d'assistir a les seves festes si havia de "seure al costat de Peg o' My Heart de nou".

## Tema
Tal com va escriure Manners, Peg o' My Heart contrasta l'esnobisme de la classe mitjana-alta britànica (la tia de Peg, Chichester) amb el caràcter de bona voluntat i dolçament sentimental de la noia irlandesa, Peg, una presumpció teatral habitual.
Vidor dota la pel·lícula d'una faceta moral derivada del seu populisme que defensa l'autosuficiència agrària i la independència política. A la versió cinematogràfica, el pare de Peg emergeix com un agitador de la reforma agrària, en lloc d'un treballador manual descontent com en la producció escènica. La superioritat de Peg sobre els seus parents aristocràtics és alterada per Vidor, i ara s'origina en la seva orientació de classe que considera el populisme rural com una virtut. Com a tal, Vidor va poder invertir un element dels seus compromisos socials en un projecte cinematogràfic "extremadament restringit".

## Estat de conservació
Existeixen còpies de la pel·lícula a la Cinematheque Royale de Belgique Brussel·les, al Museu d'Art Modern de Nova York, a la Cinematheque Quebecoise, Montreal i la Filmoteca Espanyola, Madrid.